# Ragnar Carlstedt
Ragnar Carlstedt, född 26 april 1879 i Ljusnarsbergs församling, Örebro län, död 24 oktober 1951 i Hedvig Eleonora församling, Stockholm, 
 var en svensk ingenjör och uppfinnare.
Carlstedt grundade 1908 firman Ragnar Carlstedt & co. för tillverkning av elektriska instrument. Han var en av stiftarna av och tekniska ledarna för AB Arcaregulator för exploatering av Carlstedts uppfinning arcaregulatorn, vilken är en hydraulisk, synnerligen känslig regulator, som används där noggrann reglering av till exempel ångtryck, rotationshastigheter etc. är av betydelse.
Carlstedt är begravd på Norra begravningsplatsen utanför Stockholm.